# Raymond Floyd
Raymond „Ray“ Floyd (* 4. September 1942 in Fort Bragg, North Carolina) ist ein ehemaliger US-amerikanischer Profigolfer der PGA Tour und der Champions Tour.

## Werdegang
Er besuchte die University of North Carolina und wurde 1961 Professional. Schnell etablierte sich Floyd auf der PGA Tour und landete 1963 seinen ersten Sieg. Insgesamt gewann er 22 Mal, wobei sein letzter Erfolg 1992 im Alter von 49 Jahren ihn zu einem der ältesten Sieger eines PGA Tour Events machte.
Ray Floyd gewann dabei vier Major Championships, die PGA Championships 1969 und 1982, das Masters 1976 und die US Open 1986. Er zählt damit zu den ältesten Spielern, die je ein Major gewinnen konnten. 1990 verfehlte er einen historischen Sieg im Masters nur hauchdünn im Stechen gegen Nick Faldo.
Nach Erreichen der Altersgrenze für die Senior PGA Tour (Vorläufer der Champions Tour) setzte Floyd seine Erfolgsserie dort fort und verzeichnete 14 Siege zwischen 1992 und 2000, darunter vier Senior Majors und zwei Senior Tour Championships.
Anfang 2010 gab Floyd seinen Rücktritt vom professionellen Turniergolf bekannt. Im Laufe seiner Karriere hatte er 66 Turniersiege errungen.

## Resultate in Major Championships
| Turnier               | 1963 | 1964 | 1965 | 1966 | 1967 | 1968 | 1969 |
| --------------------- | ---- | ---- | ---- | ---- | ---- | ---- | ---- |
| The Masters           | DNP  | DNP  | CUT  | T8   | CUT  | T7   | T36  |
| US Open               | DNP  | T14  | T6   | WD   | T38  | DNP  | T13  |
| The Open Championship | DNP  | DNP  | DNP  | DNP  | DNP  | DNP  | T34  |
| PGA Championship      | T57  | DNP  | T17  | T18  | T20  | T41  | 1    |

| Turnier               | 1970 | 1971 | 1972 | 1973 | 1974 | 1975 | 1976 | 1977 | 1978 | 1979 |
| --------------------- | ---- | ---- | ---- | ---- | ---- | ---- | ---- | ---- | ---- | ---- |
| The Masters           | CUT  | T13  | CUT  | 54   | T22  | T30  | 1    | T8   | T16  | T17  |
| US Open               | T22  | 8    | CUT  | 16   | T15  | T12  | 13   | T47  | T12  | CUT  |
| The Open Championship | CUT  | DNP  | DNP  | DNP  | DNP  | T23  | 4    | 8    | T2   | T36  |
| PGA Championship      | T8   | CUT  | T4   | T35  | T11  | T10  | T2   | T40  | T50  | T62  |

| Turnier               | 1980 | 1981 | 1982 | 1983 | 1984 | 1985 | 1986 | 1987 | 1988 | 1989 |
| --------------------- | ---- | ---- | ---- | ---- | ---- | ---- | ---- | ---- | ---- | ---- |
| The Masters           | T17  | T8   | T7   | T4   | T15  | T2   | CUT  | CUT  | T11  | T38  |
| US Open               | T47  | T37  | T49  | T13  | T52  | T23  | 1    | T43  | T17  | T26  |
| The Open Championship | DNP  | T3   | T15  | T14  | CUT  | DNP  | T16  | T17  | CUT  | T42  |
| PGA Championship      | T17  | T19  | 1    | T20  | T13  | CUT  | CUT  | T14  | T9   | T46  |

| Turnier               | 1990 | 1991 | 1992 | 1993 | 1994 | 1995 | 1996 | 1997 | 1998 | 1999 |
| --------------------- | ---- | ---- | ---- | ---- | ---- | ---- | ---- | ---- | ---- | ---- |
| The Masters           | T2   | T17  | 2    | T11  | T10  | T17  | T25  | CUT  | CUT  | T38  |
| US Open               | CUT  | T8   | T42  | T7   | DNP  | T36  | DNP  | DNP  | DNP  | DNP  |
| The Open Championship | T39  | CUT  | T12  | T34  | DNP  | T58  | DNP  | DNP  | DNP  | DNP  |
| PGA Championship      | T49  | T7   | T48  | CUT  | T61  | DNP  | DNP  | DNP  | DNP  | DNP  |

| Turnier               | 2000 | 2001 | 2002 | 2003 | 2004 | 2005 | 2006 | 2007 | 2008 | 2009 |
| --------------------- | ---- | ---- | ---- | ---- | ---- | ---- | ---- | ---- | ---- | ---- |
| The Masters           | CUT  | CUT  | CUT  | CUT  | CUT  | CUT  | CUT  | CUT  | CUT  | CUT  |
| US Open               | DNP  | DNP  | DNP  | DNP  | CUT  | DNP  | DNP  | DNP  | DNP  | DNP  |
| The Open Championship | DNP  | DNP  | DNP  | DNP  | DNP  | DNP  | DNP  | DNP  | DNP  | DNP  |
| PGA Championship      | DNP  | DNP  | DNP  | DNP  | DNP  | DNP  | DNP  | DNP  | DNP  | DNP  |

DNP = nicht teilgenommen

CUT = Cut nicht geschafft

„T“ geteilte Platzierung

Grüner Hintergrund für Siege

Gelber Hintergrund für Top 10.

## PGA Tour Siege
- 1963: St. Petersburg Open Invitational
- 1965: St. Paul Open Invitational
- 1969: Greater Jacksonville Open, American Golf Classic, PGA Championship
- 1975: Kemper Open
- 1976: The Masters, World Open Golf Championship
- 1977: Byron Nelson Golf Classic, Pleasant Valley Classic
- 1979: Greater Greensboro Open
- 1980: Doral-Eastern Open
- 1981: Doral-Eastern Open, Tournament Players Championship, Manufacturers Hanover Westchester Classic
- 1982: Memorial Tournament, Danny Thomas Memphis Classic, PGA Championship
- 1985: Houston Open
- 1986: U.S. Open, Walt Disney World/Oldsmobile Classic
- 1992: Doral-Eastern Open

Major Championships sind fett gedruckt.

## Andere Turniersiege
- 1978: Brazilian Open
- 1979: Costa Rica Open
- 1981: Canadian PGA, Seiko Point Leader
- 1982: Seiko Point Leader, Million Dollar Challenge (Südafrika)
- 1985: Chrysler Team Championship (mit Hal Sutton)
- 1988: Skins Game
- 1990: RMCC Invitational (mit Fred Couples)
- 1991: Daiwa KBC Augusta (Japan Golf Tour)
- 1993: Franklin Funds Shark Shootout (mit Steve Elkington)

## Champions Tour Siege
- 1992: GTE North Classic, Ralphs Senior Classic, Senior Tour Championship
- 1993: Gulfstream Aerospace Invitational, Northville Long Island Classic
- 1994: The Tradition, Las Vegas Senior Classic, Cadillac NFL Golf Classic, Golf Magazine Senior Tour Championship
- 1995: Senior PGA Championship, Burnet Senior Classic, Emerald Coast Classic
- 1996: Ford Senior Players Championship
- 2000: Ford Senior Players Championship

Senior Majors fett gedruckt.

## Andere Senioren-Turniersiege
- 1992: Fuji Electric Grandslam
- 1993: Wendy’s 3-Tour Challenge (mit Jack Nicklaus und Chi Chi Rodriguez)
- 1994: Diners Club Matches (mit Dave Eichelberger), Senior Skins Game
- 1995: Senior Skins Game, Senior Slam at Los Cabos, Office Depot Father/Son Challenge (mit Raymond Floyd Jr.), Lexus Challenge (mit Michael Chiklis), Wendy’s 3-Tour Challenge (mit Hale Irwin und Jack Nicklaus)
- 1996: Senior Skins Game, Senior Slam at Los Cabos, Office Depot Father/Son Challenge (mit Raymond Floyd Jr.)
- 1997: Senior Skins Game, Office Depot Father/Son Challenge (mit Raymond Floyd Jr.), Lexus Challenge (mit William Devane)
- 1998: Senior Skins Game
- 2000: Office Depot Father/Son Challenge (mit Robert Floyd)
- 2001: Office Depot Father/Son Challenge (mit Robert Floyd)
- 2006: Wendy’s Champions Skins Game (mit Dana Quigley)